# La Torre Roja
La Torre Roja és una fortificació situada prop del cim del turó de la Torre Roja, entre els municipis de Caldes de Montbui (Vallès Oriental) i de Sentmenat (Vallès Occidental). És una obra declarada bé cultural d'interès nacional. Comparteix la plana on està edificada, amb restes d'un poblat iber del segle V aC.

## Història
El nom primitiu del puig fortificat on s'alcen les ruïnes de la torre era Puig Castellar i correspon a un establiment ben segur d'època ibèrica, reutilitzat posteriorment pels romans. A partir d'aquesta edificació es produí una continuïtat d'ocupació en temps medievals. No hi ha documentació històrica fins a l'any 1529 del topònim si bé a Caldes existeixen dos llinatges dits «Penya Roja» i «Turre Rubea» durant els segles xi i xii.

## Arquitectura
La base de fonamentació de la torre de guaita és feta amb carreus regulars que recorden tipològicament les construccions romanes. Torre situada al límit entre Caldes de Montbui i Sentmenat. Està formada per dues construccions: una torre exterior amb un diàmetre de 10,5 metres, amb un gruix de mur de 155 centímetres i 170 centímetres d'alçada, i una torre interior, també de planta circular amb un diàmetre interior de 360 centímetres, els murs fan 190 centímetres de gruix i fa 140 centímetres de més alçada que la torre exterior. Conserva restes d'arrebossat a l'exterior. La base de fonamentació de la torre de guaita és feta amb carreus regulars que recorden tipològicament les construccions romanes. Tant a la torre exterior com a l'interior s'observen filades d'opus spicatum.
Quant a l'evolució d'aquesta construcció, hi ha dues hipòtesis. La dels precedents romans establiria que una primera torre d'època romana (ara l'exterior), s'inclogué a l'interior una torre de l'alta edat mitjana, reconstruint, a més, bona part de la vella. L'altra hipòtesi és que a la torre altmedieval interior, durant la mateixa edat mitjana, s'hagués afegit, per tal de consolidar-la, una torre exterior. Per a construir la cara més desprotegida pel relleu potser s'aprofitaren alguns carreus més antics provinents del jaciment ibèric proper. Això permet comprendre el fet que bona part dels murs de la torre exterior siguin fets amb «opus spicatum» i que no tinguin una cara interna. També explicaria que la torre interna, que es pot datar cap al s. X, tingui un arrebossat exterior, cosa que no seria lògica si no hagués estat a l'aire lliure en una etapa inicial. Hi ha altres exemples de processos de recobriment d'una torre preromànica en les fortificacions d'Ardèvol i de Vallferosa.